# Бомбардування Ленінграда
Бомбардування Ленінграда — серія авіанальотів на Ленінград, скоєних авіацією нацистської Німеччини під час Другої світової війни (1941—1943).
За три роки німецька авіація здійснила 272 повітряні нальоти (з них 193 вночі). Було скинуто 69 613 запальних і 4686 фугасних бомб. Повітряна тривога оголошувалась у місті 642 рази, і тривала загалом 702 години.
Німецькі літаки (Me-109, Ю-88) базувалися в районі Гатчини і Сіверського аеродрому, а також в районі Любані, Пскова та Тосно.

## Динаміка авіанальотів
За липень і серпень 1941 року на Ленінград було здійснено 17 групових авіанальотів (8 вдень та 9 вночі). При цьому до міста прорвалася незначна кількість літаків від загальної кількості нальотів. У вересні було здійснено 23 групові нальоти (з них 11 днем), у жовтні — 18. Восени 1943 року авіанальоти припинилися. Загалом авіанальоти мали залякувальний характер, жоден міст через Неву не був зруйнований, так само як не постраждав Смольний інститут і будівля НКВС на Ливарному проспекті.

## ППО Ленінграда
На червень 1941 протиповітряну оборону міста здійснювали частини Північної зони ППО. З її складу на захисті безпосередньо Ленінграда знаходився 2-й корпус ППО і оперативно підпорядкований йому 7-й винищувальний авіаційний корпус ППО. Ленінград обороняли 6 зенітно-артилерійських полків (115, 169, 189, 192, 194, 351), 2-й зенітний кулеметний полк та інші підрозділи. На озброєнні стояли 305 винищувачів, близько 600 зенітних гармат середнього калібру (плюс ще 246 у резерві) та 94 малого калібру, 141 зенітний кулемет. Сили ППО мали в своєму розпорядженні аеростати загородження і прожекторні полки (438 прожектори). На озброєнні захисників міста були також радіолокатори РУС-1 та РУС-2. До кінця першого року війни ППО Ленінграда та Дороги життя забезпечували 10 станцій РУС-2.
Перший літак противника був підбитий вогнем 15 батареї 192 зенітно-артилерійського полку, в ніч на 23 червня Ju-88A з 1-ї ескадрильї KGr.806, отримавши пошкодження, загорівся і здійснив вимушену посадку. Всі члени екіпажу, включаючи командира, лейтенанта Ганса Турмеєра (Hans Turmeyer) були взяті в полон.

## Роль фінської авіації
Ленінград був блокований німецькими військами (фон Лееб) з півдня та фінськими з півночі. Тим не менш, фінська авіація не завдавала ударів по самому місту в межах тих років. Лише на початку 1944 року (21 лютого та 10 березня) фінські літаки здійснили бомбардування радянських аеродромів у північних передмістях Ленінграда: Горська, Касимово, Левашово, Юккі. Також історики згадують наліт 4 квітня 1944 року 35 бомбардувальників з Йоенсуу, які натрапили на щільний вогонь радянської ППО і не змогли прорватися до міста.

## Втрати
Від бомбардувань близько 2 тис. людей загинуло та 10 тис. людей. дістали поранення різного ступеня тяжкості.

## Хронологія значних авіанальотів

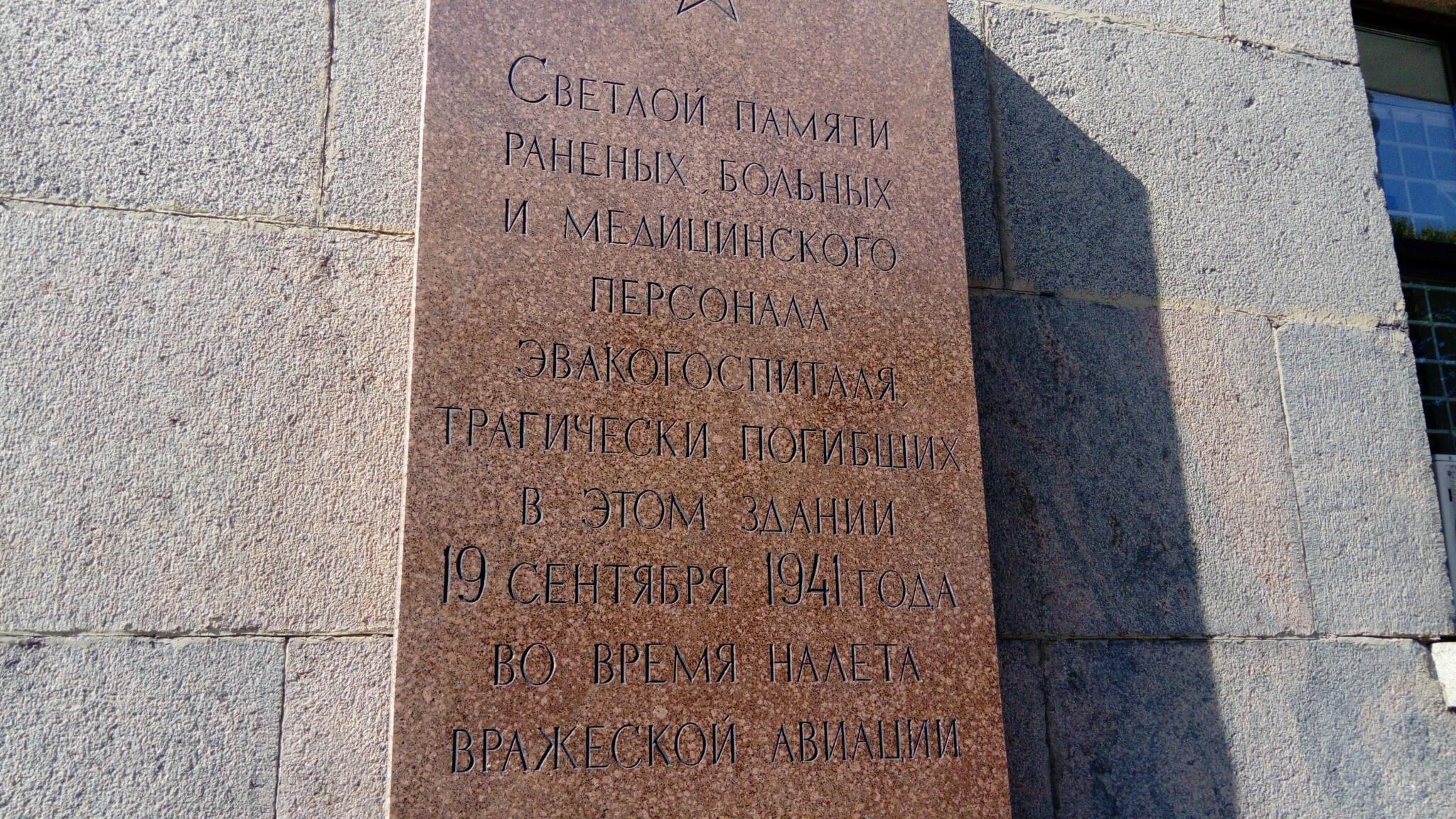
Табличка пам'яті жертв нальоту 19 вересня 1941 (Суворовський проспект, 50-52)

- 8 вересня 1941 року місто зазнало першого подвійного авіанальоту. О 18:55 23 німецькі літаки Dornier Do 17 (оберст Х. Рікгофф)[11] розбомбили Бадаївські склади, знищивши 3 тис. тонн борошна. Під час другого нальоту пошкодження зазнали Московський вокзал та головна водонапірна станція міста.
- 10 вересня 1941 року 20 німецьких бомбардувальників здійснили наліт на місто, скинувши бомби на Кіровський завод, судноверф та кондитерську фабрику. Вдруге бомбардування зазнали Бадаєвські склади.
- 19 вересня 1941 року Люфтваффе здійснили шість нальотів на Ленінград, в яких взяло участь до 276 німецьких літаків. Внаслідок нальоту загинуло близько 1000 осіб (найбільший повітряний наліт) — велика частина загиблих припала на госпіталь на Суворовському проспекті. Пошкодження отримав Маріїнський театр та Гостинний двір. Захисникам Ленінграда того дня вдалося збити лише 5 літаків противника[11].
- 21, 22 і 23 вересня 1941 — серія масованих авіанальотів на об'єкти Кронштадтської військово-морської бази і кораблі Балтійського флоту. Брало участь до 400 німецьких літаків. В результаті були потоплені та виведені з ладу лінкор «Марат», лідер «Мінськ», есмінець «Стеригущий», сторожовий корабель «Вихор», канонерський човен «Піонер» та підводний човен М-74. Лінкор «Жовтнева революція», два крейсери, три есмінці, мінний загороджувач і ще ряд кораблів отримали пошкодження[12][13][14].
- 27 вересня 1941 року у трьох авіанальотах (о 8, 12 та 17 годині) на місто брало участь 197 німецьких літаків. Атака проводилася з боку Фінської затоки. Німецька авіація здійснювала бомбардування з висоти 2-3 км. Атаки проводилися групами по 10-15 літаків. Основний удар припав на радянські аеродроми (Комендантський, Левашово, Манушкіно, Углово). Від розривів бомб загинуло 28 людей та близько 100 отримали поранення.
- 5 листопада 1941 року в небі над Ленінградом стався повітряний бій, у ході якого льотчик Севастьянов своїм літаком І-153 протаранив Heinkel He 111. Уламки німецького літака впали в Таврійському саду. Під час нальоту німецької авіації постраждав завод «Червоний виборжець» та Фінляндський вокзал.
- 4 — 30 квітня 1942 року німецька авіація зосередилася на бомбардуваннях кораблів Балтійського флоту (Операція «Айсштосс»).
- Травень 1943 року: у бомбардуваннях Ленінграда вперше використані літаки FW-190.
- 17 жовтня 1943 року — останній авіаналіт люфтваффе на Ленінград[4].